# Оленица (село)
Оле́ница — село в Терском районе Мурманской области. Входит в городское поселение Умба. Население — 27 жителей (2010, менее 50 в 2002). В селе рыболовецкий колхоз. Недалеко от села Оленица открыто месторождение алмазов и глендонита.

## География
Село расположено на берегу реки Оленица, при впадении её в Белое море. Расстояние от районного центра — Умбы — 65 км. Сообщение с другими населёнными пунктами автомобильным транспортом.
Село включено в перечень населённых пунктов Мурманской области, подверженных угрозе лесных пожаров.

## История
Село известно с XVI века как «живущая тоня» (летнее поселение ловцов семги). В 1854 году насчитывало 24 двора и 177 жителей. В 1910 году на 45 дворов насчитывалось 297 жителей, министерская школа, почтовая станция. Основным занятием крестьян был лов сёмги.

## Население
| 2002 | 2010 |
| ---- | ---- |
| 27   | →27  |

Численность населения, проживающего на территории населённого пункта, по данным Всероссийской переписи населения 2010 года составляет 27 человек, из них 16 мужчин (59,3 %) и 11 женщин (40,7 %).

## Религия
Уроженцем села Оленицы является святой Русской православной церкви, преподобномученик Моисей Оленицкий (в миру Митрофан Никитич Кожин). С 1926 года он служил в местном храме Рождества Иоанна Предтечи, а в 1931 году, вместе со своими сподвижниками-односельчанами, был арестован по обвинению в религиозной пропаганде и приговорён к трём годам лишения свободы. Позднее приговор был заменён ссылкой; 7 сентября 1931 года отец Моисей умер на пересылке в ленинградской больнице. Предтеченский храм сгорел в 1940 году.
В 2015 году храм был восстановлен. На его стене была установлена памятная доска в честь преподобномученика Моисея, канонизированного в 2003 году. Имя святого получила одна из улиц села.